# ヤマビワソウ
ヤマビワソウ Rhynchotechum discolorはイワタバコ科の植物。ビワに似た大きな葉を付ける。

## 特徴
常緑性の小低木。高さは30-50cmと大きくはならない。若枝は全面に黄褐色の軟らかな毛が密生するが、後にやや無毛になる。
茎は直立し、枝を出さないか、せいぜい1-2の分枝がある程度、長さに比して太い。また、若枝にあるような軟毛は葉柄、葉裏、それに花序にも一面にある。
葉は互生。葉柄は長さ2-7cm、葉身は長さ10-20cm、幅2.5-6cm。葉身は倒披針形または倒卵状長楕円形で、先端は尖り、基部は次第に狭まって葉柄につながり、縁には少し尖った鋸歯が多数ある。
花期は8-10月。葉腋から長さ4-7cmの集散花序が出る。花序は長い柄があり、その先端付近から細く短い小花柄（長さ2-10mm）を出し、花をまばらに付ける。萼は5つに深く裂け、裂片は線状披針形で先端が尖っており、長さ5-6mm。花冠は長さ6mmで白く、釣り鐘型で先端が5つに分かれて広がる。果実は卵形から球形で、熟すると白くなり、径6-7mm。
和名は山枇杷草の意味で、全草がヤマビワに似るためである。

## 分布と生育環境
琉球列島、奄美大島以南に分布する。国外では台湾、フィリピンから知られる。林縁に生える。山地の川岸や湿気のあるところに多い。

## 種子散布について
Suetugu & Tsukaya(2024)は、本種の種子が主にカマドウマによって散布されることを発表した。通常の植物で昆虫による種子散布が行われることがわかったのはニュージーランド以外ではこれが最初の発見となる。

## 分類
ヤマビワソウ属は東南アジアなどに13種ほどがあるが、日本には本種のみが知られる。
種内の変異としては、日本には以下のようなものがある。
- R. discolor　基本変種
  - var. austrokiusiuense　タマザキヤマビワソウ
  - var. incisum[6]　キレバヤマビワソウ

タマザキヤマビワソウは花が小さく、密集して付く。基本変種より北まで分布域があり、九州の大隅半島から南西諸島にわたって見られる。キレバヤマビワソウは葉に切れ込みが入るもので、沖縄島の名護岳にのみ知られる。

## 利害
若芽を野菜として利用する例がある由。